# 1. Līga 2014
La 1. Līga 2014 è stata la 23ª edizione della seconda divisione del Campionato lettone di calcio dalla ritrovata indipendenza. Il Gulbene ha vinto il campionato, ottenendo la promozione in massima serie.

## Stagione

### Novità
Il campionato era composto da 16 squadre, come dalla stagione precedente, ma in questa stagione le formazioni riserve giocavano un campionato a parte: pertanto, rispetto alla stagione precedente nessuna delle sette formazioni riserve fu ammessa. Inoltre la retrocessa Ilūkstes NSS non si iscrisse
Delle due promosse dalla 2. Līga solo il Saldus si iscrisse, per cui furono ripescate sei squadre.

### Formula
Le sedici squadre partecipanti si affrontavano in turni di andata e ritorno per un totale di 30 incontri per squadra. La formazione prima classificata era promossa in Virslīga 2015, la seconda effettuava uno spareggio con la nona (penultima) di Virslīga 2014. La squadra classificata all'ultimo posto veniva retrocessa.
Erano assegnati tre punti per la vittoria, uno per il pareggio e zero per la sconfitta. In caso di arrivo in parità si teneva conto della classifica avulsa.

## Squadre partecipanti
| Club          | Città     | Stagione precedente                                                                 |
| ------------- | --------- | ----------------------------------------------------------------------------------- |
| 1625 Liepāja  | Liepāja   | 5° in 1. Līga                                                                       |
| Auda Ķekava   | Rīga      | 13° in 1. Līga                                                                      |
| Gulbene       | Gulbene   | 2° in 1. Līga, perde i play-off promozione                                          |
| Jēkabpils/JSC | Jēkabpils | 12° in 1. Līga                                                                      |
| Olaine        | Olaine    | 4º nel girone Zemgale di 2. Līga, ripescato                                         |
| Ogre          | Ogre      | 3º nel girone Riga di 2. Līga, ripescato                                            |
| Pļaviņas/DM   | Pļaviņas  | 4º nel girone est di 2. Līga, ripescato                                             |
| Preiļu        | Preiļi    | 5º nel girone est di 2. Līga, ripescato                                             |
| Rēzeknes BJSS | Rēzekne   | 8° in 1. Līga                                                                       |
| RFS Riga      | Rīga      | 7° in 1. Līga                                                                       |
| Salaspils     | Salaspils | Non iscritta                                                                        |
| Saldus        | Saldus    | 1º nel girone Kurzeme di 2. Līga, 1º nel girone 2 finale, perde la finale, promosso |
| Smiltene      | Smiltene  | 1º nel girone Vidzeme di 2. Līga, 3º nel girone 2 finale, ripescato                 |
| SFK United    | Liepāja   | 10° in 1. Līga                                                                      |
| Tukums 2000   | Tukums    | 11° in 1. Līga                                                                      |
| Valmiera      | Valmiera  | 3° in 1. Līga                                                                       |

## Classifica finale
|  | Pos. | Squadra       | Pt | G  | V  | N | P  | GF  | GS  | DR   |
|  | ---- | ------------- | -- | -- | -- | - | -- | --- | --- | ---- |
|  | 1.   | Gulbene       | 84 | 30 | 27 | 3 | 0  | 128 | 11  | +117 |
|  | 2.   | Rēzeknes BJSS | 77 | 30 | 25 | 2 | 3  | 118 | 27  | +91  |
|  | 3.   | Valmiera      | 68 | 30 | 22 | 2 | 6  | 105 | 34  | +71  |
|  | 4.   | 1625 Liepāja  | 67 | 30 | 21 | 4 | 5  | 87  | 34  | +53  |
|  | 5.   | RFS Riga      | 58 | 30 | 18 | 4 | 8  | 104 | 39  | +65  |
|  | 6.   | Auda Ķekava   | 55 | 30 | 18 | 1 | 11 | 68  | 42  | +26  |
|  | 7.   | Tukums 2000   | 50 | 30 | 15 | 5 | 10 | 88  | 53  | +35  |
|  | 8.   | Ogre          | 37 | 30 | 11 | 4 | 15 | 60  | 50  | +10  |
|  | 9.   | Jēkabpils/JSC | 37 | 30 | 10 | 7 | 13 | 50  | 71  | −21  |
|  | 10.  | Preiļu        | 31 | 30 | 10 | 1 | 19 | 60  | 92  | −32  |
|  | 11.  | Olaine        | 30 | 30 | 8  | 6 | 16 | 51  | 81  | −30  |
|  | 12.  | SFK United    | 29 | 30 | 7  | 8 | 15 | 38  | 56  | −18  |
|  | 13.  | Saldus        | 25 | 30 | 8  | 1 | 21 | 37  | 86  | −49  |
|  | 14.  | Smiltene      | 24 | 30 | 5  | 9 | 16 | 37  | 77  | −40  |
|  | 15.  | Salaspils     | 13 | 30 | 2  | 7 | 21 | 24  | 84  | −60  |
|  | 16.  | Pļaviņas/DM   | 2  | 30 | 0  | 2 | 28 | 10  | 228 | −218 |

## Verdetti finali
- Gulbene promosso in Virslīga 2015.
- Rēzeknes BJSS ammesso allo spareggio promozione, in seguito perso.
- Pļaviņas/DM retrocesso in 2. Līga.